# Auguste Audollent
Pour les articles homonymes, voir Audollent.
Auguste Audollent est un historien, archéologue et épigraphiste français né à Paris le 14 juillet 1864 et mort à Clermont-Ferrand le 7 avril 1943, spécialiste de la Rome antique, en particulier des inscriptions magiques (tabellæ defixionum) et dont la thèse principale porta sur Carthage romaine.

## Biographie

### Famille
Auguste Marie Henri Audollent est né à Paris le 14 juillet 1864, fils de Félix Jean Audollent, employé au ministère des finances, et d'Adèle Depontaillier. Son frère Georges (1867-1944) sera évêque de Blois de 1925 à 1944. Un autre frère, Paul, est médecin. Sa sœur Marie épouse Marcel Husson, un officier d'artillerie de marine.
« Né à Paris, le 11 juillet 1864, d'un père qui était sous-chef de bureau au ministère des Finances, Auguste Audollent fit ses études secondaires d'abord au Petit Séminaire de Séez, où il eut comme maître de grec l'abbé Maunoury et de latin l'abbé Lejard ; à tous les deux et spécialement au dernier, il garda toujours une franche reconnaissance. Il acheva ses classes au lycée Louis-le-Grand. A la Sorbonne, il prépara son agrégation des Lettres, mais, en même temps, s'inscrivit à l'École pratique des Hautes Études, où il étudia l'épigraphie latine sous la direction d'Héron de Villefosse. En 1888, il fut envoyé à l'École française de Rome ; il y eut pour directeur Auguste Geffroy et, comme camarades, Stéphane Gsell et Jules Toutain, Éd. Jordan, Jean Guiraud, André Baudrillard, Léon Dorez, Frédéric Soehnée, Camille Enlart. C'est de là qu'il fut, en 1889-1890, chargé d'une mission épigraphique en Algérie, près de Biskra. Professeur à l'École Normale de Cluny, puis au lycée de Sens, il fut, en 1893, chargé du cours d'épigraphie latine à la Faculté des Lettres de Clermont. Il devait y rester quarante-quatre ans, jusqu'à sa retraite en 1937. Il en avait été nommé doyen en 1914. Correspondant de notre Académie dès 1917, il fut élu membre libre le 4 mars 1933. Il s'intéressa vivement aux antiquités gallo-romaines de l'Auvergne, et les fouilles qu'il y poursuivit donnèrent lieu à de nombreuses communications à l'Académie. »
« Les voix autorisées qui ont fait l'éloge funèbre de M. Audollent s'accordèrent pour observer que sa personnalité débordait son œuvre scientifique. M. Dupont-Ferrier a dit excellemment : « Ce savant n'était pas un livresque. Les vieilles pierres ne l'accaparaient pas tout entier. Il savait être un homme d'action. Sur toutes les routes de sa vie, il sema le bien autour de lui ». C'est qu'Audollent n'a jamais été tenté d'oublier ou de faire oublier aux autres en quelle foi il avait été élevé et sur quelle foi il avait fondé sa nouvelle famille ; frère de Mgr l'évêque de Blois, beau-frère de Mgr Petit de Julleville, qui fut évêque de Dijon, puis archevêque de Rouen, sa foi lui était, pour ainsi dire, un drapeau familial, mais elle était aussi le foyer toujours vif où s'alimentaient ses activités inséparables de savant, d'homme, de professeur et de chrétien. Pendant la guerre 14-18, il fut, comme on l'a dit, la Providence des réfugiés français, belges et serbes ; plus tard, il se dévoua aux familles nombreuses du Puy-de-Dôme et du Secours National, à l'œuvre des « Enfants à la Montagne», aux Pupilles de la Nation ; mais, à peine arrivé à la Faculté des Lettres de Clermont, il avait tout de suite fondé, parmi ses étudiants, une Conférence de Saint-Vincent-de-Paul. Dieu lui donna un foyer heureux : huit enfants, trente-six petits-enfants ; mais ne lui ménagea pas les épreuves : son aîné, dès 1917, tombait au champ d'honneur ; en 1941, sa fille, Mme Robert Ricard, mourait, laissant après elle six enfants ; en janvier 1942, sa compagne elle-même, Mme Auguste Audollent, tombait épuisée par son dévouement aux œuvres de la Croix-Rouge. Il ne lui a pas survécu de longtemps ; il est mort, plein d'œuvres et de mérites, en avril 1943. »
Il fut élu à l'Académie des inscriptions et belles-lettres en 1932. Il exerça en outre les fonctions de conservateur du musée de Clermont-Ferrand auquel il légua sa collection d'antiquités.
Ses papiers scientifiques, ses notes de cours et sa correspondance sont conservés aux Archives départementales du Puy-de-Dôme.

## Hommages
- Une rue porte son nom à Clermont-Ferrand.

## Publications
- Mission épigraphique en Algérie de MM. Aug. Audollent et J. Letaille (octobre 1889 à février 1890). Rapport rédigé par M. Audollent, Rome, impr. de P. Cuggiani, 1890 (BNF 30037298)

- « Les ruines du temple de Mercure Dumias au sommet du Puy-de-Dôme », Comptes rendus des séances de l'Académie des Inscriptions et Belles-Lettres, vol. 44, no 3,‎ 1900, p. 329–331 (DOI 10.3406/crai.1900.16533, lire en ligne, consulté le 28 avril 2024)

- Carthage romaine, 146 avant Jésus-Christ 698 après Jésus-Christ, Paris, A. Fontemoing, coll. « Bibliothèque des Écoles françaises d'Athènes et de Rome » (no 84), 1901 (BNF 31740587)Prix Bordin (Antiquité classique) 1905 de l’Académie des inscriptions et belles-lettres

- « Note sur les fouilles du Puy-de-Dôme (26 juillet-22 août 1901) », Comptes rendus des séances de l'Académie des Inscriptions et Belles-Lettres, vol. 46, no 3,‎ 1902, p. 299–316 (DOI 10.3406/crai.1902.17166, lire en ligne, consulté le 28 avril 2024)
- « Fouilles au sommet du Puy-de-Dôme sous la direction de MM. Ruprich-Robert et Audollent », Comptes rendus des séances de l'Académie des Inscriptions et Belles-Lettres, vol. 46, no 4,‎ 1902, p. 471–472 (DOI 10.3406/crai.1902.17255, lire en ligne, consulté le 28 avril 2024)
- Les Tabellae defixionum d'Afrique, Extrait du 'Bulletin archéologique', 1905.
- « Note sur une statuette de Mercure découverte au sommet du Puy de Dôme (1er août 1906) », Comptes rendus des séances de l'Académie des Inscriptions et Belles-Lettres, vol. 50, no 6,‎ 1906, p. 393–399 (DOI 10.3406/crai.1906.71896, lire en ligne, consulté le 28 avril 2024)
- « Les dernières fouilles au Puy-de-Dome », Revue des Études Anciennes, vol. 8, no 4,‎ 1906, p. 341–342 (DOI 10.3406/rea.1906.1461, lire en ligne, consulté le 28 avril 2024)
- Mélanges littéraires publiés par la faculté des Lettres de Clermont‑Ferrand à l’occasion du centenaire de sa création (1810‑1910), Clermont‑Ferrand, Impr. G. Mont-Louis, 1910 (lire en ligne), « Clermont gallo‑romain », p. 103‑153
- Les tombes à incinération du musée de Clermont-Ferrand, 1911.
- « Nécropole des Martres-de-Veyre (Puy-de-Dôme) », Comptes rendus des séances de l'Académie des Inscriptions et Belles-Lettres, vol. 56, no 2,‎ 1912, p. 77–82 (DOI 10.3406/crai.1912.72979, lire en ligne, consulté le 28 avril 2024)
- « Nouvelles fouilles aux Martres-de-Veyre (Puy-de-Dôme) », Comptes rendus des séances de l'Académie des Inscriptions et Belles-Lettres, vol. 66, no 4,‎ 1922, p. 260–264 (DOI 10.3406/crai.1922.74646, lire en ligne, consulté le 28 avril 2024)
- « Les tombes gallo-romaines à inhumation des Martres-de-Veyre (Puy-de-Dôme) », Mémoires présentés par divers savants étrangers à l’Académie, vol. 13, no 1,‎ 1923, p. 275–328 (DOI 10.3406/mesav.1923.1108, lire en ligne, consulté le 28 avril 2024)
- « Le troisième centenaire de Blaise Pascal », Revue internationale de l'enseignement, vol. 77, no 1,‎ 1923, p. 257–270 (lire en ligne, consulté le 28 avril 2024)
- L'énigme de Glozel, Paris, Éditions Spes, 1927, 31 p. (lire en ligne)
- « Découverte d'un oppidum dans le voisinage de Clermont-Ferrand », Comptes rendus des séances de l'Académie des Inscriptions et Belles-Lettres, vol. 77, no 1,‎ 1933, p. 59–59 (DOI 10.3406/crai.1933.76300, lire en ligne, consulté le 28 avril 2024)
- « Les inscriptions de la Fontaine aux mille amphores à Carthage », Cinquième congrès international d’Archéologie, Alger, 14-16 avril 1930, éd. Société historique algérienne, 1933, p. 119-138.
- « Qu'a-t-on découvert sur les « Côtes » de Clermont ? », Bulletin de l'Association Guillaume Budé, vol. 39, no 1,‎ 1933, p. 53–58 (DOI 10.3406/bude.1933.5908, lire en ligne, consulté le 28 avril 2024)

## Distinctions
- Officier de la Légion d'honneur (12 janvier 1935)[6]